# Liste der Bodendenkmäler in Sommerhausen
Auf dieser Seite sind die Bodendenkmäler in dem unterfränkischen Markt Sommerhausen zusammengestellt. Diese Tabelle ist eine Teilliste der Liste der Bodendenkmäler in Bayern. Grundlage ist die Bayerische Denkmalliste, die auf Basis des Bayerischen Denkmalschutzgesetzes vom 1. Oktober 1973 erstmals erstellt wurde und seither durch das Bayerische Landesamt für Denkmalpflege geführt wird. Die folgenden Angaben ersetzen nicht die rechtsverbindliche Auskunft der Denkmalschutzbehörde.

## Bodendenkmäler in Sommerhausen
| Lage                    | Objekt | Akten-Nr.     | Bild           |
| ----------------------- | --- | ------------- | -------------- |
| Sommerhausen (Standort) | Siedlung der jüngeren Latènezeit und vermutlich der Hallstattzeit. | D-6-6226-0023 |                |
| Sommerhausen (Standort) | Archäologische Befunde im Bereich der mittelalterlichen und frühneuzeitlichen Evangelisch-Lutherischen Kirche St. Bartholomäus von Sommerhausen mit neuzeitlichen Körpergräbern. | D-6-6226-0076 | weitere Bilder |
| Sommerhausen (Standort) | Archäologische Befunde des Mittelalters und der frühen Neuzeit im Bereich des Marktortes Sommerhausen.                                                                           | D-6-6226-0254 | weitere Bilder |
| Sommerhausen (Standort) | Archäologische Befunde im Bereich der spätmittelalterlichen und frühneuzeitlichen Marktbefestigung in Sommerhausen.                                                              | D-6-6226-0255 | weitere Bilder |
| Sommerhausen (Standort) | Archäologische Befunde im Bereich der ruinösen ehemalige Kirchenburg der Frauenkirche von Sommerhausen.                                                                          | D-6-6226-0256 | weitere Bilder |
| Sommerhausen (Standort) | Archäologische Befunde im Bereich des mittelalterlichen und frühneuzeitlichen Schlosses in Sommerhausen.                                                                         | D-6-6226-0257 | weitere Bilder |
| Sommerhausen (Standort) | Siedlung der jüngeren Latènezeit. | D-6-6326-0105 |                |
| Sommerhausen (Standort) | Vorgeschichtliche Grabhügel, daraus Funde der Hallstattzeit und der frühen Latènezeit.                                                                                           | D-6-6326-0121 |                |
| Sommerhausen (Standort) | Spätmittelalterliche bis frühneuzeitliche Wüstung Röhrensee. | D-6-6326-0122 |                |
| Sommerhausen (Standort) | Siedlung der jüngeren Latènezeit und der römischen Kaiserzeit. | D-6-6326-0269 |                |